# UV噴墨列印
UV噴墨列印（英語：UV Inkjet Printing）是一種工業噴墨印刷技術，藉由使用紫外線輻射固化的油墨，在玻璃、陶瓷、木頭、金屬等非吸收性的材質表面進行印刷。由於使用紫外光進行聚合，能在噴印的瞬間快速乾燥，形成高厚度、高附著度之油墨層，而幾乎不產生揮發性有機化合物。由於其可承印材質廣泛，印墨成份穩定，加上可及時依需求印刷，是未來主要發展的噴墨列印方式之一。

## 比較
UV 噴墨相較於使用貼花貼紙，不僅更容易讓圖案附著在弧形表面上，還可用於凸紋印刷呈現質感，在小零件、小規模製作上有其優勢。
相較於傳統油墨印刷，UV 噴墨幾乎不產生揮發性有機化合物，但其油墨成本高、不易保存，且無法完全附著於部分柔軟的材質上、需要再經電暈處理。